# A Little Gold Mine
A Little Gold Mine è un cortometraggio muto del 1912 diretto da Frank Wilson e interpretato da Harry Buss. Prodotto dalla Hepworth, era lungo circa 175 metri.
Non si conoscono altri dati del film, andato distrutto nel 1924 dallo stesso produttore, Cecil M. Hepworth che, in gravi difficoltà finanziarie, giunse a tanto per poter recuperare il nitrato d'argento della pellicola.

## Produzione
Il film fu prodotto dalla Hepworth.

## Distribuzione
Distribuito dalla Hepworth, il film - un cortometraggio di circa 175 metri - uscì nelle sale cinematografiche britanniche nel 1912.